# Estação Sully - Morland
Sully - Morland é uma estação da linha 7 do Metrô de Paris, localizada no 4.º arrondissement de Paris.

## Situação
A estação está situada na esquina da avenue Morland, o boulevard Henri-IV e o quai des Célestins, não muito longe do Sena e da Pont de Sully. Na saída da estação, vindo do noroeste, a linha faz uma curva de 90 graus para o sudoeste e passa sob o rio Sena tendo uma inclinação de 40‰ para a estação Jussieu.

## História
A estação foi aberta em 3 de junho de 1930, sob o nome de Pont de Sully. O nome "Morland" foi adicionado mais tarde no nome da estação por causa de sua proximidade com a avenue Morland. Ela foi o terminal da linha 7 até 26 de abril de 1931, data em que a travessia sob o rio foi finalmente concluída, permitindo aos trens de continuar até Porte d'Ivry. A estação foi a primeira na linha a ter sido construído com um comprimento de 105 metros.
A estação leva o seu nome da sua proximidade com a Pont de Sully e a rue de Sully, em formas que pagam tributo a Maximilien de Béthune (duque de Sully), um amigo e ministro do rei Henrique IV, e com a avenue Morland, nomeada em homenagem a François-Louis de Morlan dito Morland, o coronel dos Chasseurs de la Guarde (1771-1805), que foi morto na Batalha de Austerlitz, e cujo corpo foi repatriado em um barril de rum.
Em 2011, 1 606 960 passageiros entraram nesta estação. Ela viu entrar 1 575 223 passageiros em 2013, o que a classifica na 276.ª posição das estações de metrô por sua frequência em 302.

## Serviços aos Passageiros

### Acessos
A estação tem quatro acessos repartidos em cinco bocas de metrô, cada uma constituída de uma escada fixa:
- O acesso 1 "boulevard Morland - mairie de Paris - préfecture de Paris", adornado com um candelabro Dervaux, levando ao boulevard Henri-IV entre a rue de Sully e o boulevard Morland, de frente para a esquina com o primeiro;
- O acesso 2 "rue de Sully" se encontra à direita do n° 12 do boulevard Henri-IV, na esquina com a rue de Sully;
- O acesso 3 "boulevard Henri-IV", também embelezada com um mastro "Dervaux" se situa em frente ao n° 2 do quai des Célestins, na esquina com a rue du Petit-Musc e o boulevard Henri-IV;
- O acesso 4 "quai des Célestins", consiste em duas entradas levando à direita dos números 10, 12 e 14 desse mesmo cais.

### Plataformas
Sully - Morland é uma estação de configuração padrão: ela possui duas plataformas laterais, separadas pelas vias do metrô e a abóbada é elíptica. A decoração é de estilo usado para a maioria das estações de metrô: a faixa de iluminação é branca e arredondada no estilo "Gaudin" da renovação do metrô da década de 2000, e as telhas em cerâmica branca biseladas recobrem os pés-direitos, a abóbada e o tímpano. Os quadros publicitários são em faiança da cor de mel e o nome da estação é também em faiança. Os assentos são do estilo "Motte" de cor azul.

### Intermodalidade
A estação é servida pelas linhas 67, 86 e 87 da rede de ônibus RATP.

## Pontos turísticos
- Atelier parisien d'urbanisme
- Bibliothèque de l'Arsenal
- École Massillon
- Pavillon de l'Arsenal
- Prefeitura de Paris
- Square Henri-Galli
- Square Louvri